# Snöns brödraskap
Snöns brödraskap (originaltitel: La sociedad de la nieve) är en spansk-uruguayansk biografisk äventyrs- och dramafilm från 2023, baserad på flygolyckan i Anderna 1972. Den är regisserad av Juan Antonio Bayona, som även skrivit manus tillsammans med  Bernat Vilaplana, Jaime Marques och Nicolás Casariego.
Filmen hade världspremiär på Filmfestivalen i Venedig i september 2023 och hade premiär på strömningstjänsten Netflix den 4 januari 2024.

## Handling
Filmen utspelar sig 1972 i Anderna och kretsar kring en flygplanskrasch med ett rugbylag från Montevideo, Uruguay. 12 personer omkom direkt och många skadades svårt. Efter ett flertal räddningsoperationer avbröts sökandet efter överlevande. Efter 72 dagar kunde dock 16 personer räddas, men vad hände under denna tid?

## Rollista (i urval)
- Enzo Vogrincic Roldán – Numa Turcatti
- Matías Recalt – Roberto Canessa
- Agustín Pardella – Nando Parrado
- Tomas Wolf – Gustavo Zerbino
- Diego Vegezzi – Marcelo Pérez del Castillo
- Esteban Kukuriczka – Adolfo "Fito" Strauch